# ماگنیتوگورسک
شهر ماگنیتوگورسک (به روسی: Магнитогорск) در کشور روسیه و در اوبلاست چلیابینسک واقع شده‌است.